# 스테코
스테코(영어: STECO-Samsung Toray Electronics)는 대한민국의 반도체 제조 업체로, 삼성전자와 일본 도레이가 51대 49로 출자해 설립한 합작 회사이다. 삼성의 어셈블리 기술과 도레이의 베이스 필름 기술의 전략적 제휴로 설립되었다.
1995년 6월 30일 설립되어 1996년 8월 17일 외국인 투자 기업으로 등록되었다. 1997년 2월 조치원 사업장을 준공하였고, 2003년 4월 천안 사업장을 준공하였다. 2004년 4월 조치원 사업장을 천안 사업장으로 이전하였다. 2010년 5월에 EDS라인을 준공하였다. 2016년 12월 B동 공장(Bump)을 준공하였다.

## 연혁
- 1995년 6월 30일: '삼성전자'와 일본 '도레이'가 51대 49로 합작해 스테코 설립[1]
- 1996년 8월 17일: '외국인 투자 기업'으로 지정
- 1997년 2월 '조치원 사업장' 준공
- 2003년 4월: '천안 사업장' 준공
- 2004년 4월: '조치원 사업장'을 '천안 사업장'으로 이전
- 2010년 5월: 'EDS라인' 준공[2]
- 2016년 12월 : 'B동(Bump)' 준공